# Добра (річка)
45°32′59″ пн. ш. 15°31′24″ сх. д. / 45.54972° пн. ш. 15.52333° сх. д.
Добра (хорв. Dobra) — річка в Хорватії, права притока річки Купи (басейн Дунаю та Чорного моря). 
Довжина річки — 104 км, площа басейну — 900 км², показник пересічних витрат води — 31 м³/c.
На Добрій розташовані міста Врбовско і Огулін. На річці споруджені дві невеликі ГЕС — Гояк (Gojak) і Лешче (Lešće, запущена в 2010 році).

## Географія протікання
Добра бере початок в Горському Котарі, неподалік від села Скрад (у північно-східному напрямку від Делніце). У верхів'ї тече на схід, потім на південний схід. Після того як Добра протікає повз місто Врбовско, вона тече у напрямку до Огуліна, в межах якого різко повертає на північ і йде під землю, в карстові порожнечі. На відстані 5 км від Огуліна Добра знову виходить на поверхню й тече на північний схід паралельно Купі та Мрежниці. Річка впадає в Купу трохи північніше від міста Карловац. На значній ділянці Добра протікає в глибокому каньйоні.